# Nong Phai (huyện)
Nong Phai (tiếng Thái: หนองไผ่) là một huyện (amphoe) ở phía nam của tỉnh Phetchabun, phía bắc Thái Lan.

## Lịch sử
Khu vực này được lập làm tiểu huyện (King Amphoe) năm 1961. Tiểu huyện đã được chính thức nâng cấp thành huyện năm 1963.
Ngày 15 tháng 5 năm 1975, tiểu khu Sub Samo Thod cùng các phó huyện Mai Daeng, Nong Chaeng và Kan Chu tách khỏi huyện Nong Phai để lập ra phó huyện Bueng Sam Phan.

## Địa lý
Các huyện giáp ranh (từ phía đông theo chiều kim đồng hồ) là: Nong Bua Daeng và Phakdi Chumphon của tỉnh Chaiyaphum, Bueng Sam Phan, Chon Daen và Mueang Phetchabun của tỉnh Phetchabun.
Nguồn nước chính là sông Pa Sak.

## Hành chính
Huyện này được chia thành 13 phó huyện (tambon), các đơn vị này lại được chia ra thành 135 làng (muban). Có 3 thị trấn (thesaban tambon) ở huyện này: Na Chaliang, Nong Phai và Yang Ngam, mỗi đơn vị nằm trên một phần của tambon cùng tên. Có 13 Tổ chức hành chính tambon.
| 1.  | Kong Thun    | กองทูล    |  |
| 2.  | Na Chaliang  | นาเฉลียง  |  |
| 3.  | Ban Phot     | บ้านโภชน์  |  |
| 4.  | Tha Daeng    | ท่าแดง    |  |
| 5.  | Phet Lakhon  | เพชรละคร |  |
| 6.  | Bo Thai      | บ่อไทย    |  |
| 7.  | Huai Pong    | ห้วยโป่ง   |  |
| 8.  | Wang Tha Di  | วังท่าดี    |  |
| 9.  | Bua Watthana | บัววัฒนา   |  |
| 10. | Nong Phai    | หนองไผ่   |  |
| 11. | Wang Bot     | วังโบสถ์   |  |
| 12. | Yang Ngam    | ยางงาม   |  |
| 13. | Tha Duang    | ท่าด้วง    |  |